# Hemiceras ania
Hemiceras ania är en fjärilsart som beskrevs av Druce 1890. Hemiceras ania ingår i släktet Hemiceras och familjen tandspinnare. Inga underarter finns listade i Catalogue of Life.